# Berecz Anna (alpesisíző)
Berecz Anna (Budapest, 1988. szeptember 4. –) magyar alpesisíző, olimpikon, az „örökös felnőtt magyar bajnok” cím birtokosa.

## Sportpályafutása
Másfél éves korában kezdett síelni, hétéves kora óta versenyez. Ausztriában a schladmingi síakadémián tanult középiskolás éveiben. 2011-ben ösztöndíjat nyert az anchorage-i egyetemre, ahol pszichológiát tanul, a síversenyekre való felkészülést pedig az ottani sícsapattal együtt végzi.
A 2006-os torinói olimpiára sérülése miatt nem jutott ki. A 2010. évi téli olimpiai játékokon Vancouverben mind az öt alpesi számban indult, s az alpesi összetettben a huszonhetedik helyezést érte el.
A 2009-es alpesisí-világbajnokságon szuperóriás-műlesiklásban a harmincnegyedik, a 2011-es világbajnokságon alpesi összetettben huszonhetedik lett. A 2013-as téli universiadén a hetedik helyen végzett az alpesi összetettben.
A 2014. évi téli olimpiai játékokon alpesisízőként ismét tagja volt a magyar olimpiai csapatnak.
2015-ben befejezte tanulmányait az University of Alaska Anchorage-n. Ezt követően az egyetem sícsapatánál lett segédedző.